# Gentle Giant
Gentle Giant és una agrupació de Rock progressiu, Art rock, Rock simfònic i Rock psicodèlic que va néixer a principis dels anys 70 a Anglaterra. Considerada com una de les millors bandes del rock progressiu i una de les agrupacions més originals de la història de la música al segle XX.
Tenen un so molt especial que combina diferents tesitures vocals amb sons cada vegada més sofisticats i complexos. La complexitat de la seva música fa d'aquesta banda, una més original però, també, una de les menys comercials. Varen ser molt creatius quant a composició. Amb els seus àlbums "Gentle Giant", "Acquiring the Taste", "Three Friends", "Free Hand", les seves millors i més creatives peces musicals. A partir de l'any 1976, Gentle Giant va decidir tornar-se més comercial i van passar del Rock progressiu a un Hard rock de menys complexitat i, per tant, de menys qualitat per musicólegs i fanàtics, específicament, del Rock progressiu i del Rock simfònic. En qualsevol cas, van poder arribar al nivell d'agrupacions importantíssimes pel Rock progressiu com és el cas del grup King Crimson o Camel, aquesta última, amb un estil més semblant al so de Gentle Giant.